# Sziklay János
Sziklay János, 1895-ig Frömmel János (Veszprém, 1857. április 2. – Budapest, 1945. november 25.) hírlapíró, író, műfordító.

## Élete
Sziklay Jeromos és Grizinger Mária fia. Iskoláit Veszprémben, Székesfehérvárott és Pozsonyban végezte, majd 1884-ben a Budapesti Tudományegyetemen szerzett bölcsészdoktori oklevelet. Gazdasági pályára készülve Békés vármegyében volt gazdasági írnok. Később tanulmányai folytatására Pozsonyba költözött, ahol 1877-ben az akkor alakult magyar napilap belső és több fővárosi lap levelező munkatársa lett. 1879-ben Budapestre költözött, a Pesti Hírlap, majd a Magyar Állam belső munkatársa lett és az irodalomnak élt.
1882-ben a térség turisztikai fejlesztésén dolgozó Balaton-Egylet – 1891-es újjáalakulásától Balatoni Kultur Egylet – fő kezdeményezője, alapításától 1893-ig titkára volt. E tisztségében 1892-ben ő vetette fel először a keszthelyi Balatonvidéki Múzeum alapításának gondolatát. Kezdetektől, 1891-től könyvtárosa, 1895-től 1897-ig titkára volt az Otthon Írók és Hírlapírók Körének, ezzel párhuzamosan 1897-ig a Budapesti Újságírók Egyesületének titkári feladatait is ellátta.. 1898-ban a katolikus írók és hírlapírók Országos Pázmány Egyesületének alapító főtitkára lett.
A Szent István Társulat tudományos és irodalmi osztályának, 1915-től a Szent István Akadémia III. osztályának, 1943-tól tiszteletbeli tagja. 1930-ban kormányfőtanácsos. 50. évi írói jubileuma alkalmával Veszprémben utcát neveztek el róla.
Felesége Köszler Gizella volt.

## Munkássága
Munkatárs volt: Pesti Napló (1879-től), Független Hírlap (1879), Pesti Hírlap (1881-től), Budapest, Ország-Világ (1880-tól), Képes Családi Lapok (1881-től), Fővárosi Lapok (1882-től), Magyarország és a Nagyvilág (1883-84), Gombostű (1884), Színészek Lapja (1884-től rendes színházi tudósító), Gondűző (1884), Magyar Salon (1885) stb. Később a Magyar Államnak rendes belső munkatársa volt a lap megszüntéig. Írt még a Nagy Nemzeti Naptárba (1881-85), az Athenaeum Naptárába (1883-84), a Hölgyek Naptárába (1883-84). Cikkei a Figyelőben (III. 1877. Pozsonyvidéki Lapok), a Pozsonyvidéki Lapokban (1878. 296. sz. Marót bán, tanulmány), a Fővárosi Lapokban (1886. 16. sz. Naturalismus), az Aradi Közlönyben (1894. 270. sz. Nemzeti szellem az irodalomban); a Magyar Államban (1899. 173. sz. Petőfi sírján, 1904. 105. sz. Jókai és a Balaton, 127. sz. Jókai pályája, 1908. 85. sz. A vidéki városok fejlődése a millennium óta). Számos művet fordított, köztük Lope de Veganak a Nemzeti Színházban előadott Király és pór c. verses vígjátékát.
Vas Gereben összes munkáit sajtó alá rendezte 1886-tól Váli Bélával.
Szerkesztette a Felvidék c. társadalmi lapot 1878-79. Pozsonyban; az Uj Nemzedék c. középiskolai tanulók Lapjának 1-4. számát 1884-ben; a Felebarát c. hírlapot 1887-ben Budapesten, amely fél év mulva megszűnt; Magyarország vármegyéi és városai első köteteit Borovszky Samuval, amelybe több cikket írt; az Iparosok Zsebnaptárát 1904-ben Zachara Lajossal; a Katholikus Magyarország c. kétkötetes munkát 1902-ben Kis Jánossal és a Révai nagy lexikonát.
Veszprém város az irodalomban és művészetben című munkája (1931) településtörténeti alapműnek számít.
Álnevei és jegyei: Yan-csi, Tihamér, Dr. Sashegyi, Sz. és Sz-y J.

## Főbb művei
Eredeti szépirodalmi munkái
- Apa és leány: Regény. Budapest: Lampel. 1880.  = Piros Könyvtár,  32.
- A méltóságos asszony: Regény. Budapest: Légrády. 1882.
- A magyar népszínmű története: Első rész: A legrégibb időtől Szigligetiig. Budapest: szerzői. 1884.
- Szép Balaton mellől: Regényes apróságok. Budapest: Légrády. 1884.
- Ingoványon át: Regény. Budapest: Méhner. [1885].
- A paraszt gróf fia: Társadalmi regény.  Gondűző,   (1885) (folytatásokban)
- Egy magyar testőr: Történeti regény. Budapest: Méhner. 1885.
- Tékozló fiú: Regény. Budapest: szerzői. 1886.
- Budavár ostromai. Budapest: Heisler ny. 1886.
- A sportvilágból: Elbeszélések és versek. Írták Adorján Sándor, Balázs Sándor, Balog István, Oláh Miklós, Porzsolt Kálmán, Szabó Bandi, Sziklay János. Budapest: Aigner. [1886].  = Herkules Könyvtár,  4.
- Ábrándos évek: Elbeszélések. Budapest: Singer és Wolfner. 1888.
- Keresd a férjet!: Regény. Budapest: szerzői. 1889.
- Az atheisták: Regény. Budapest: Hunyadi Mátyás Intézet. 1891.
- Leonóra: Regény.  Ország-Világ,  XIII. évf.  26. sz. (1892. június 25.) és következő számok
- Hany Istók története. Budapest: Lampel. 1892.  = Kis Könyvtár,  5.
- Azok a jó rátótiak. Máramaros-Sziget: Berger. [1893].  = Kis Könyvtár,  2/20.
- Kis mesekönyv. A magyar ifjúság számára átd. Sziklay János. Budapest: Márkus ny. 1893.
- A cserepesi kastély: Regény. Budapest: Lepsényi. 1894.
- A szerelem apostolai: Regény. Budapest: Athenaeum. 1896.  = Az Athenaeum Olvasótára IV,  9.
- A torony története. In  A torony története / Gonosz idők: Elbeszélések az ifjúság számára. Budapest: Szent István-Társulat. 1896.
- A testvérek: Regény. Budapest: Pesti Könyv. 1899.
- Életképek: Elbeszélések a katholikus ifjuság számára. Budapest: Hunyadi Mátyás ny. 1899.   (Cziklay Lajossal).
- Tisztító tüzön át: Regény az ifjúság számára. Budapest: Szent István-Társulat. 1900.
- Apró történetek. Budapest: Pelikán. [1901].  = Oktató Népkönyvtár X,  4–7.
- A karácsonfa: Karácsonyi rege, költemény. Budapest: Hunyadi Mátyás ny. [1901].
- A magyar szív: Csopaki Pali levelei nénjéhez, Mártához. Budapest: Szent István-Társulat. 1903.
- Kálváriám: Versek. Budapest: (kiadó nélkül). 1905.
- A nagyralátó Dani: Elbeszélés. Budapest: Szent István-Társulat. 1906.  = Népiratkák,  234.
- Uj világ: Elbeszélés az ifjúság számára. Budapest: Szent István-Társulat. 1907.
- Az irgalmasság Golgotája: Történeti regény. Budapest: Szent István Társulat. 1910.  = Családi Regénytár,  57–58.
- Lelkek váltsága: Elbeszélés. Budapest: Szent István Társulat. [1914].
- Balaton: Költemények, történet dalokban. Budapest: Magyar Lapkiadó. 1921.
- A szabadság költő-vértanúja: Regényes korrajz. Budapest: Szent István Társulat; Rózsa. [1926].   (Petőfi Sándorról)
- Szent László király: Regéli egy regős. Budapest: Pázmány Egyesület. 1926.
- Magyar végzet: Drámai költemény. Budapest: szerzői. 1936.

Turisztikai és országismereti munkái
- Budapest összes látnivalóinak kimeritő kalauza az utak, utczák és terek jegyzékével, betürendbe sorolva. Szerk. Sziklay János. Budapest: Légrády Testvérek. 1885.
- Útmutató az 1885. évi budapesti országos kiállításra: Fővárosi kalauzzal. Szerk. Sziklay János és László Elek. 2. jav. és bőv. kiadás. Budapest: Lampel. 1885.
- Balatonvidéki kalauz: Túristák és fürdőzők kézikönyve. Budapest: Balaton-Egylet. 1889.
- Nyugoti Magyarország. Budapest: Borostyáni-Schwimmer. [1889].  = Magyarország Utirajzokban,  4.  (Krauss Nándorral)
- A magyar alföldön. Budapest: Borostyáni-Schwimmer. [1890].  = Magyarország Utirajzokban,  7.
- Ferdinand Krauss – Jean Sziklay: A travers la Hongrie occidentale. Zurich: Füssli. = L’Europe illustrée,  4.
- Durch West-Ungarn. Zürich: Füssli. [1890].  = Europäische Wanderbilder,  4.
- A travers la grande plaine de Hongrie. Zurich: Füssli. [1890].  = L’Europe illustrée,  7.
- Durch die ungarische Tiefbühne. Zürich: Füssli. [1890].  = Europäische Wanderbilder,  7.
- Délmagyarország: Budapesttől Orsováig és Belgrádig. Többek közreműködésével írták Sternberg Adolf, Sziklay János. Budapest: Borostyáni-Schwimmer. [1890].  = Magyarország Utirajzokban,  9.
- Durch Süd-Ungarn. Von Adolf Sternberg, Johann Sziklay. Zürich: Füssli. [1890].  = Europäische Wanderbilder,  9.
- A travers la Hongrie méridionale. Par Adolphe Sternberg, Jean Sziklay. Zurich: Füssli. [1890].  = L’Europe illustrée,  9.
- A Balaton és vidéke. Budapest: Révai. 1890.
- Fürdők és nyaralóhelyek Dunántúlon. Budapest: Dunántúli Közművelődési Egyesület. 1893.   (Porzsolt Kálmánnal)
- Magyarország vármegyéi és városai: Magyarország monografiája, a magyar korona országai történetének, földrajzi, képzőművészeti, néprajzi, hadügyi és természeti viszonyainak, közművelődési és közgazdasági állapotának enciklopédiája. Szerk. Sziklay János és Borovszky Samu. Budapest: (kiadó nélkül). 1896–1900.   (4 kötet a sorozatból)
- A magyar föld. Budapest: Szent István-Társulat. [1901].  = A Magyar Nép Könyvtára,  9–10.
- A Balaton tudományos tanulmányozásának eredményei III/5: A Balaton bibliografiája. Budapest: Kilián. 1904.
- Három egyetem: Pozsony, Szeged, Kassa. Budapest: Globus ny. 1907.
- Balatonunk egészségügyi, gazdasági és turisztikai értéke. Budapest: Országos Pázmány-Egyesület. [1928].
- Veszprém város az irodalomban és művészetben. Veszprém: Óvári. 1931.

Történeti munkái
- A katholikus vallás terjedése a protestantizmus után: Történelmi és statisztikai tanulmány. Budapest: szerzői. 1893.
- Koronázási emlékkönyv I. Ferencz József királyunk megkoronázásának 25-ödik évfordulója ünnepére. Szerk. Kovács Dénes, Sziklay János. Budapest: Könyves Kálmán Rt. [1893].
- Negyven év a katholicizmus történetéből: A «Magyar Állam» negyvenéves jubileuma 1859–1899. Budapest: Hunyadi Mátyás ny. 1899.
- A katholikus Magyarország: A magyarok megtérésének és a magyar királyság megalapításának kilencszázados évfordulója alkalmából. Szerk. Kiss János, Sziklay János. Budapest: Stephaneum ny. 1902.
- A katholikus egyház története Magyarországon 1001–1901. Budapest: Stephaneum. 1903.
- Második Rákóczi Ferenc élete. Budapest: Szent István Társulat. 1903.  = Népiratkák,  199.
- Mit csinált a régi Balaton-Egylet?: Adatok a Balaton-vidék történetéhez. Veszprém: Fodor ny. 1935.
- Dunántúli kultúrmunkások: A Dunántúl művelődéstörténete életrajzokban. Budapest: Dunántúli Közművelődési Egyesület. 1941.
- A magyar revízió 1920–1941. Szerk. Sziklay János. Budapest: Hungária Lloyd. 1942.

Műfordításai
- Sacher-Masoch beszélyei. Budapest: Lampel. 1879.  = Piros Könyvtár,  23.
- Élie Berthet: A pierrefittei bűntett. Budapest: Lampel. 1879.  = Piros Könyvtár,  29.
- Ohnet György: Sarah grófnő: Regény. Budapest: Singer és Wolfner. 1887.  = Egyetemes Regénytár II,  10–11.
- M.[aria] Buol: A Mária-kép: Elbeszélés. Budapest: Szent István-Társulat. [1901].  = Családi Regénytár,  14.
- Marion Crawford: Via crucis: Angol regény. Budapest: Pelikán. 1901–1902.
- Dumas: A két Diana. Budapest: Gutenberg. [1928].
- Victor Hugo: 1793: Regény. Budapest: Gutenberg. [1928].
- Victor Hugo: Hernani: Tragédia. Budapest: Gutenberg. [1930].